# Borya (cràter)
Borya és un petit cràter d'impacte de forma ovalada, situat a la part nord-oest de la Mare Imbrium, al nord-oest de la cara visible de la Lluna. Es troba a sud dels cràters Kolya, Leonid i Albert, molt proper en direcció nord-oest es troba Valera; i al sud Gena i els cràters bessons Vitya i Kostya. Els elements més destacables de la zona són el Promontorium Heraclides (30 km a nord) i el cràter C. Herschel (150 km a sud-sud-est) de l'àrea explorada pel Lunokhod 1.

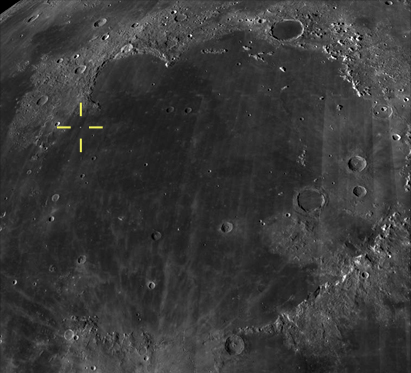
Borya és un dels dotze cràters amb nom prop del lloc d'allunatge del Lunokhod 1, situat al nord-oest de Mare Imbrium
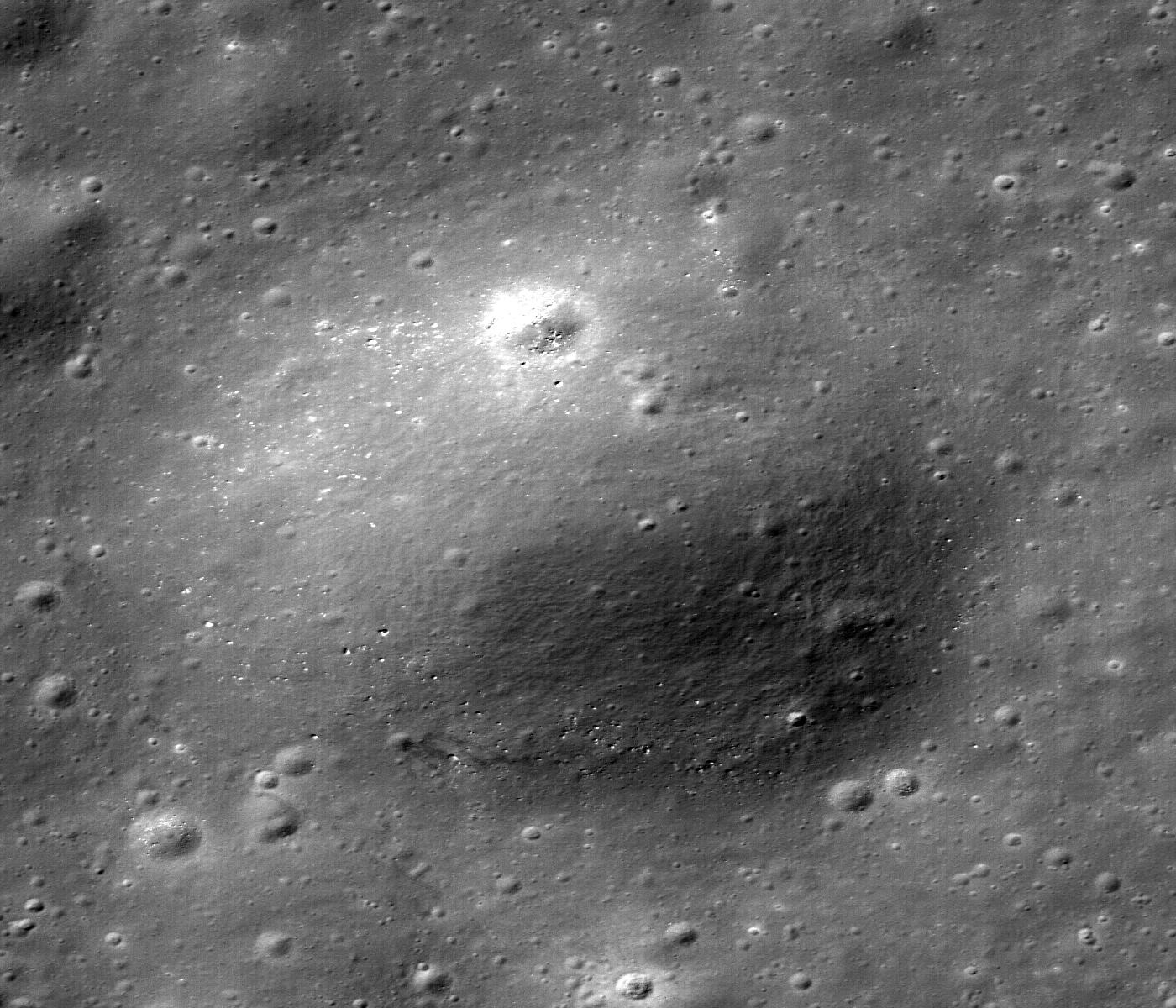
Imatge del LRO
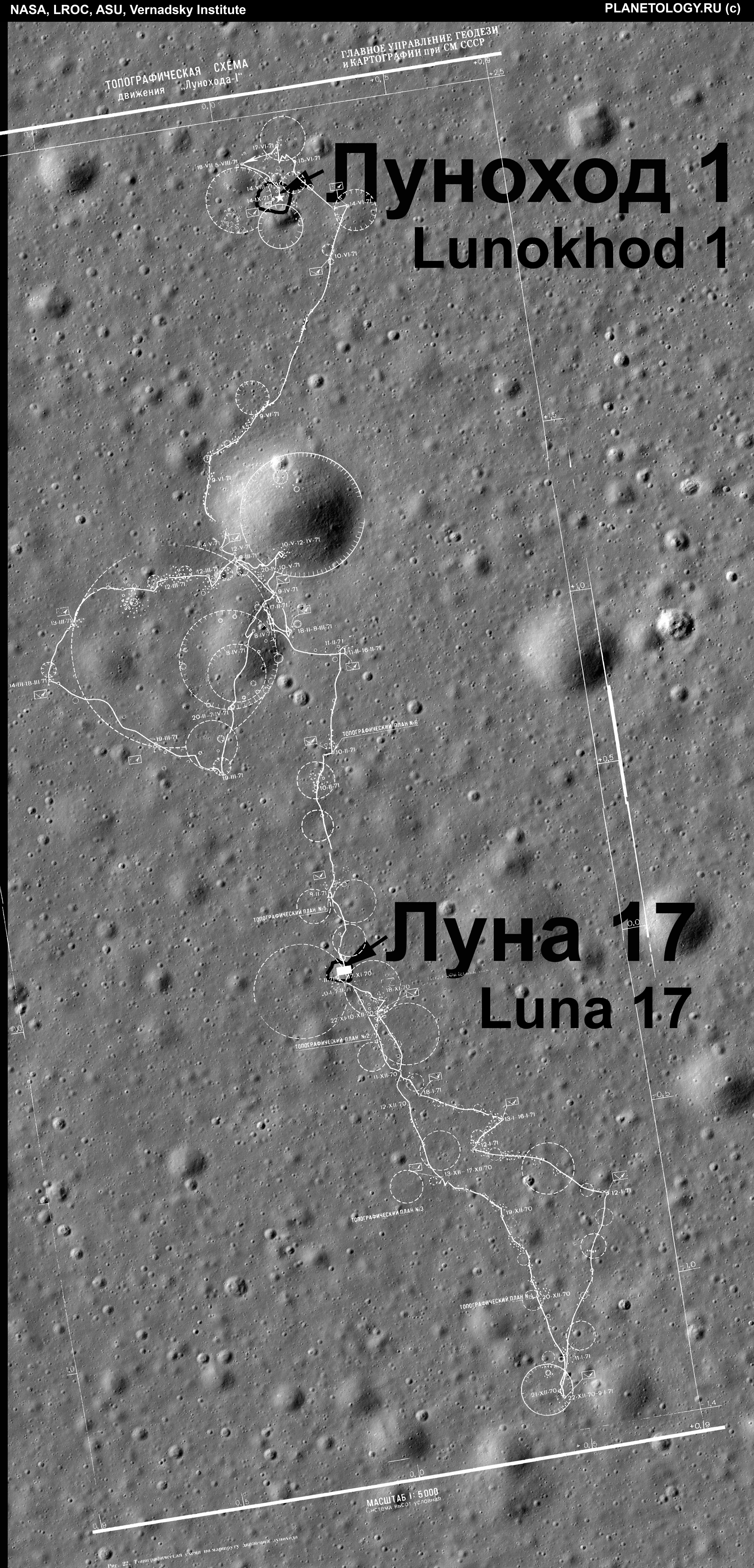
Lloc d'allunatge de Luna 17 i Lunokhod 1 fotografiat per LRO

El cràter porta el nom de la forma diminutiva de l'antropònim masculí rus Бориса (Boris), un dels dotze petits cràters amb nom situats a l'àrea per on va passar el Lunokhod 1. Van ser aprovats per la Unió Astronòmica Internacional (UAI) el 14 de juny de 2012.

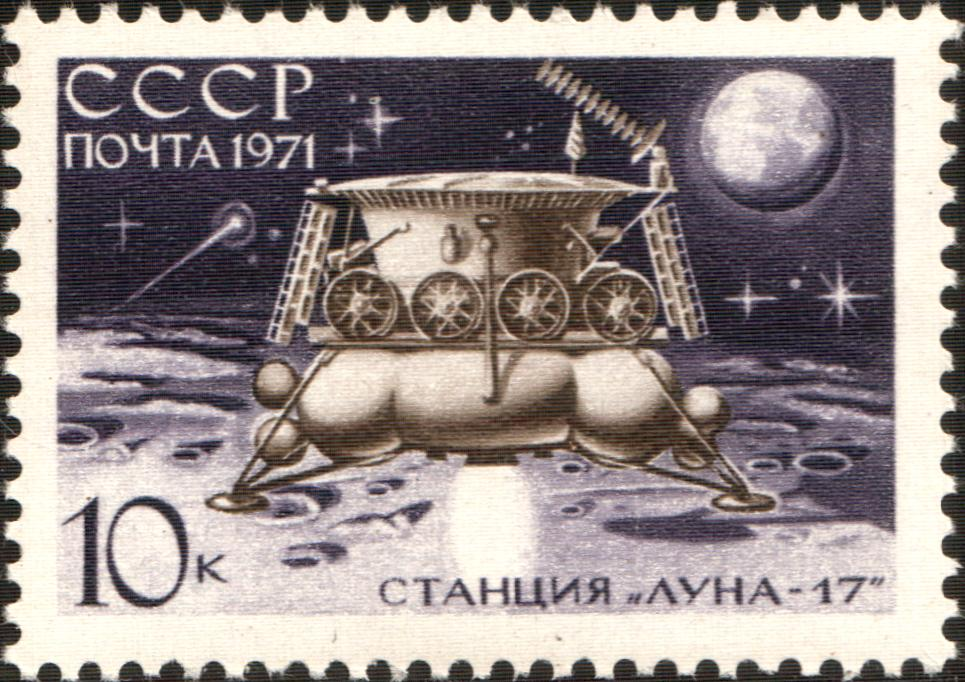
Segell commemoratiu que representa Luna 17 amb el vehicle lunar Lunokhod 1
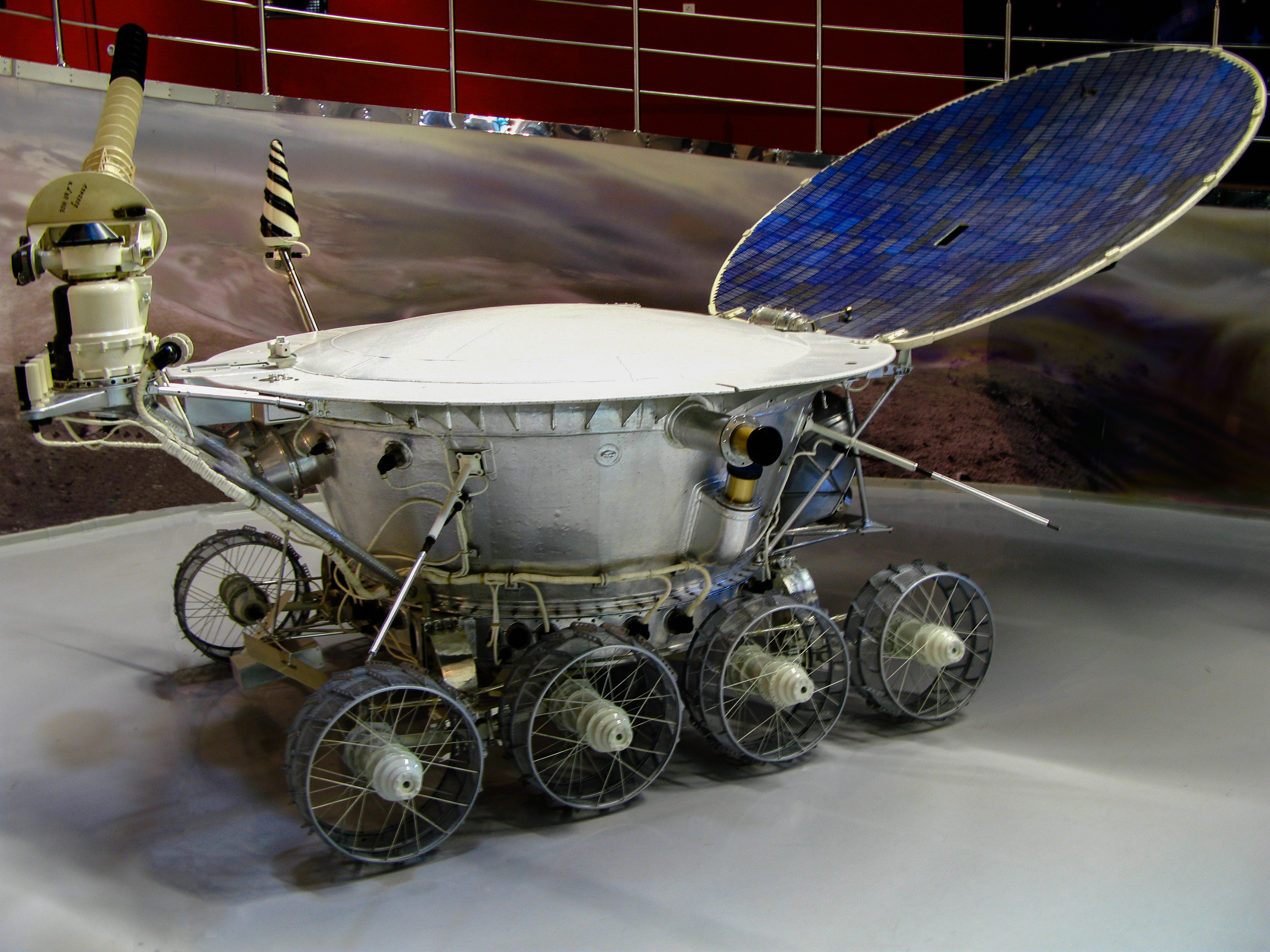
Vehicle lunar Lunokhod 1

El mòdul terrestre de la missió soviètica Luna 17 va passar a l'oest i al nord del cràter al voltant d'abril de 1971; després va girar a sud sud-oest i tot seguit a l'esquerra, en direcció est sud-est cap al maig cap al petit cràter que envaeix la vora sud de Kostya; abans de dirigir-se cap al nord. La ubicació i la trajectòria del mòdul d'allunatge van ser determinats per Albert Abdrakhimov el 17 de març de 2010, basant-se en una imatge presa pel Lunar Reconnaissance Orbiter.